# Acmadenia rourkeana
Acmadenia rourkeana är en vinruteväxtart som beskrevs av I. Williams. Acmadenia rourkeana ingår i släktet Acmadenia och familjen vinruteväxter. Inga underarter finns listade i Catalogue of Life.